# Cratere Kok
Kok  è un cratere sulla superficie di Marte.